# کاراچائیر (چلیخان)
کاراچائیر (به ترکی استانبولی: Karaçayır) یک منطقهٔ مسکونی در ترکیه است که در چلیخان واقع شده‌است.